# Cine Vaz Lobo
Cine Vaz Lobo foi uma sala de cinema em Vaz Lobo, Zona Norte do Rio de Janeiro. Possuía 1800 lugares, tamanho então considerado grande. O cine foi inaugurado em 5 de janeiro 1941, com a presença da então primeira-dama da República Dona Darci Vargas, pertencendo à Cia. Cine Alpha, de Antônio Mendes Monteiro, proprietário de uma rede de salas de cinema na região da Zona Norte. Depois a sala foi vendida a Cooperativa Brasileira de Cinema que arrendou o Vaz Lobo de Livio Bruni. 
Com a decadência dos cinemas de rua, a partir do fim dos anos 70, o Cine Vaz Lobo resistiu bravamente até 1986, quando fechou definitivamente suas portas. Sua preservação se deveu à persistência do patriarca da família Mendes Monteiro, que não admitiu vendê-lo para um templo religioso. Em 2009, com a morte do patriarca, instaurou-se, por parte de seus herdeiros, uma indefinição quanto à destinação do imóvel. Junto a isto, o projeto de construção da TransCarioca, que incluía em sua mira o terreno do Cine Vaz Lobo para nele, além da pista da via, ser construída uma praça.
Condenado, o Cine Vaz Lobo foi salvo pela mobilização de moradores e pesquisadores locais. Com isto, foi feito um desvio do traçado da via, criando-se uma alteração de projeto que preserva o prédio, cuja importância histórica e cultural é inestimável para o bairro, a cidade e o estado. Depois de longo tempo abandonado segue sendo espaço de campanha política.